# Bristol (Royaume-Uni)
Pour les articles homonymes, voir Bristol.
Bristol est une ville britannique située dans le sud-ouest de l'Angleterre (Royaume-Uni), sur la rivière Avon qui marque traditionnellement la frontière entre les comtés de Gloucestershire et le Somerset.
Avec une population estimée à 472 500 habitants en 2021, Bristol est la sixième ville d'Angleterre et la huitième du Royaume-Uni.
Depuis 1542, Bristol possède officiellement le statut de cité et relève d'une autorité locale unique.
Entre les XIVe et XVIIIe siècles, Bristol fut un centre portuaire de premier ordre dans l'économie maritime mondiale. Tournée vers l'Irlande et l'océan Atlantique, elle est alors le principal lieu du commerce triangulaire (traite négrière) en Angleterre. Au XVIIe siècle, Bristol était la deuxième ville la plus peuplée du Royaume-Uni après Londres. La ville compte aujourd'hui 450 parcs et jardins.

## Géographie

### Géologie, relief et hydrographie
Bristol occupe un banc calcaire s'étendant depuis les collines de Mendip au sud, jusqu'aux Cotswolds au nord-est. Les rivières Avon et Frome entaillent le calcaire jusqu'au banc d'argile qu'il recouvre, créant le relief vallonné caractéristique de Bristol. L'Avon s'écoule depuis Bath à l'est, à travers des plaines inondables, anciens marécages drainés au gré de l'expansion urbaine. À l'ouest, la vallée de l'Avon a creusé de profondes gorges, de par la fonte des glaciers au cours des dernières glaciations.
Ces gorges, qui abritent le port de Bristol, ont été exploitées comme carrières de pierre, et les plaines environnantes, The Downs et Leigh Woods, ont été classées non constructibles. L'estuaire de l'Avon et ses gorges forment la frontière avec le comté de North Somerset, et l'Avon se déverse dans l'estuaire de la Severn à Avonmouth. Une autre gorge, entaillée par le ruisseau de Hazel Brook (affluent de la Trym), contourne le domaine de Blaise Castle dans le nord de Bristol.

### Climat
Par sa situation dans le Sud de l'Angleterre, Bristol est l'une des villes les plus agréables du Royaume-Uni, avec une température moyenne annuelle d'environ 10 °C,. C'est d'ailleurs l'une des plus ensoleillées, avec 1 541 à 1 885 heures d'ensoleillement par an. Quoique l'agglomération se trouve en partie dans l'ombre pluviométrique des collines de Mendip, elle est dégagée du côté de l'estuaire de la Severn et du canal de Bristol. Les précipitations annuelles augmentent à mesure que l'on progresse vers le sud : au nord de l'Avon, le volume est compris entre 600 et 900 mm et au sud, entre 900 et 1 200 mm. Les pluies sont réparties à peu près uniformément sur l'année, mais l'automne et l'hiver sont les saisons les plus humides. L'influence océanique maintient la température moyenne au-dessus de 0 °C toute l'année, mais l'hiver les jours de gel sont fréquents et il neige potentiellement de début novembre à fin février. Les étés sont chauds et secs, mais avec un ciel souvent couvert.
Les stations météorologiques les plus proches de Bristol, donnant les enregistrements de long terme, sont celles de Long Ashton (à 8 km environ au sud-ouest du centre-ville) et de Bristol. Ces stations ont enregistré la météo jusqu'à la fin 2002 et fin 2001, respectivement ; actuellement[Quand ?], c'est la station météorologique de l'aérodrome de Filton qui est la plus proche. Les temperatures entre 1959 et 2002 à Long Ashton allaient de 33,5 °C en juillet 1976 à −14,4 °C en janvier 1982. Les maximums mensuels de température à Filton depuis 2002 qui ont dépassé celles de Long Ashton sont : 25,7 °C en avril 2003, 34,5 °C en juillet 2006 et 26,8 °C en octobre 2011. Le minimum récent de température à Filton est de −10,1 °C en décembre 2010. Bien que les grandes agglomérations présentent généralement un îlot de chaleur urbain (c'est-à-dire des températures sensiblement plus élevées que celles de la campagne envronnante), Bristol en est pratiquement exempt.
| Mois                              | jan. | fév. | mars | avril | mai  | juin | jui. | août | sep. | oct. | nov. | déc. | année |
| --------------------------------- | ---- | ---- | ---- | ----- | ---- | ---- | ---- | ---- | ---- | ---- | ---- | ---- | ----- |
| Température minimale moyenne (°C) | 3,8  | 2,9  | 4,9  | 5,6   | 9    | 11,9 | 14,3 | 14   | 12   | 9,7  | 6,3  | 5,3  | 8,3   |
| Température maximale moyenne (°C) | 7,5  | 7,4  | 10,1 | 12,7  | 16,5 | 18,9 | 22   | 21   | 18,4 | 14,7 | 10,5 | 8,9  | 14,1  |
| Ensoleillement (h)                | 59   | 89   | 134  | 176   | 203  | 221  | 240  | 228  | 183  | 133  | 79   | 53   | 1 798 |
| Précipitations (mm)               | 73   | 48   | 51   | 52    | 54   | 64   | 64   | 52   | 50   | 59   | 52   | 59   | 626,8 |

| Mois                              | jan.  | fév.  | mars  | avril | mai   | juin   | jui.  | août  | sep.  | oct.  | nov.  | déc.   | année |
| --------------------------------- | ----- | ----- | ----- | ----- | ----- | ------ | ----- | ----- | ----- | ----- | ----- | ------ | ----- |
| Température minimale moyenne (°C) | 2,1   | 1,8   | 3,4   | 4,5   | 7,3   | 10,2   | 12,4  | 12,2  | 10,2  | 7,4   | 4,5   | 3      | 6,6   |
| Température maximale moyenne (°C) | 7,5   | 7,7   | 10    | 12,4  | 16    | 18,7   | 21,1  | 20,7  | 17,9  | 14,1  | 10,5  | 8,3    | 13,7  |
| Record de froid (°C)              | −14,4 | −9,7  | −8,3  | −4,7  | −2    | 0,6    | 4,7   | 3,9   | 0,6   | −3,2  | −6,5  | −11,9  | −14,4 |
| Record de chaleur (°C)            | 14,2  | 18,3  | 21,7  | 23    | 26,5  | 32,4   | 33,5  | 33,3  | 28,3  | 26,1  | 17,5  | 15,8   |       |
| Ensoleillement (h)                | 58,5  | 74,8  | 112,7 | 170,8 | 199,6 | 214,17 | 217,8 | 201,8 | 149,9 | 104,8 | 69,1  | 52,7   | 1 798 |
| Précipitations (mm)               | 94,36 | 65,47 | 73,73 | 50,46 | 61,3  | 68,33  | 52,23 | 75,02 | 85,95 | 92,08 | 91,62 | 102,78 |       |

### Voies de communication et transports
Le réseau routier et autoroutier (l'autoroute M4) place Bristol sur un axe est-ouest allant de Londres au pays de Galles et sur un autre axe nord-sud allant de Birmingham à Exeter via la route et l'autoroute M5.
Il y a deux gares ferroviaires à Bristol, Bristol Parkway et Bristol Temple Meads, ainsi qu'une gare routière proposant de nombreuses destinations par autocars, reliant ainsi la cité à d'autres localités britanniques.
Bristol possède aussi son propre aéroport, l'aéroport de Bristol (BRS), à Lulsgate dans le North Somerset. L'aéroport est ouvert au trafic desservant de nombreuses destinations en Europe, mais aussi vers l'aéroport international de Newark depuis novembre 2010.

## Urbanisme

### Morphologie urbaine

#### Tissu urbain, quartiers et espaces verts
La ville compte 450 parcs et jardins.

#### Architecture

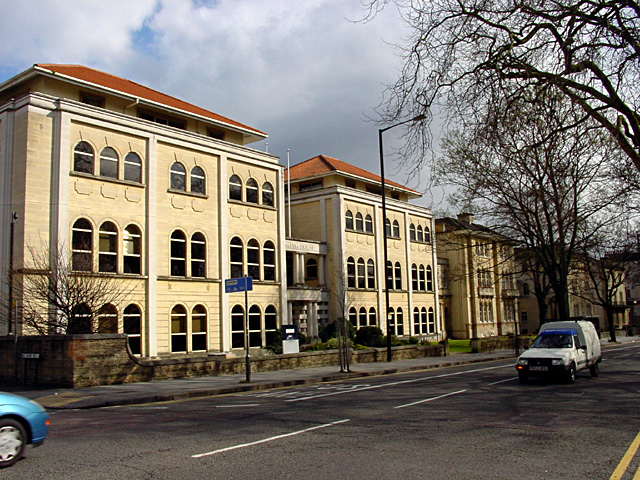
La Broadcasting House, sur Whiteladies Road, construite en 1852 et où se trouvent les studios de BBC Radio Bristol.

Des bâtiments de la plupart des périodes architecturales du Royaume-Uni peuvent être observés dans la ville.
Les éléments survivants des fortifications et du château datent de la période médiévale et l'église presbytérienne St James remonte au 12e siècle. Le Prieuré St James a été fondé en 1129 en tant que prieuré bénédictin par le comte Robert de Gloucester, le fils illégitime d'Henri I.
Le deuxième monument le plus ancienne est la Cathédrale de Bristol. Fondée en 1140, l'église est devenue le siège de l'évêché et cathédrale du nouveau diocèse de Bristol en 1542. Parmi les autres églises préservées, se trouve la St Mary Redclife du 13e siècle, plus haut bâtiment de Bristol.
Pendant la Seconde Guerre mondiale, le centre-ville a été lourdement bombardé. La zone commerçante centrale près de Wine Street et Castle Street a été particulièrement touchée, et la Dutch House et l'hôpital St Peter ont été détruits.
L'église Saint-Étienne, église paroissiale, est un monument classé par Historic England.

### Logements
Le "Local Développement Framework" adopté en 2011 annonce la volonté de Bristol de diversifier son offre de logements et de proposer notamment plus de logements sociaux et de maisons de ville individuelles.

## Histoire

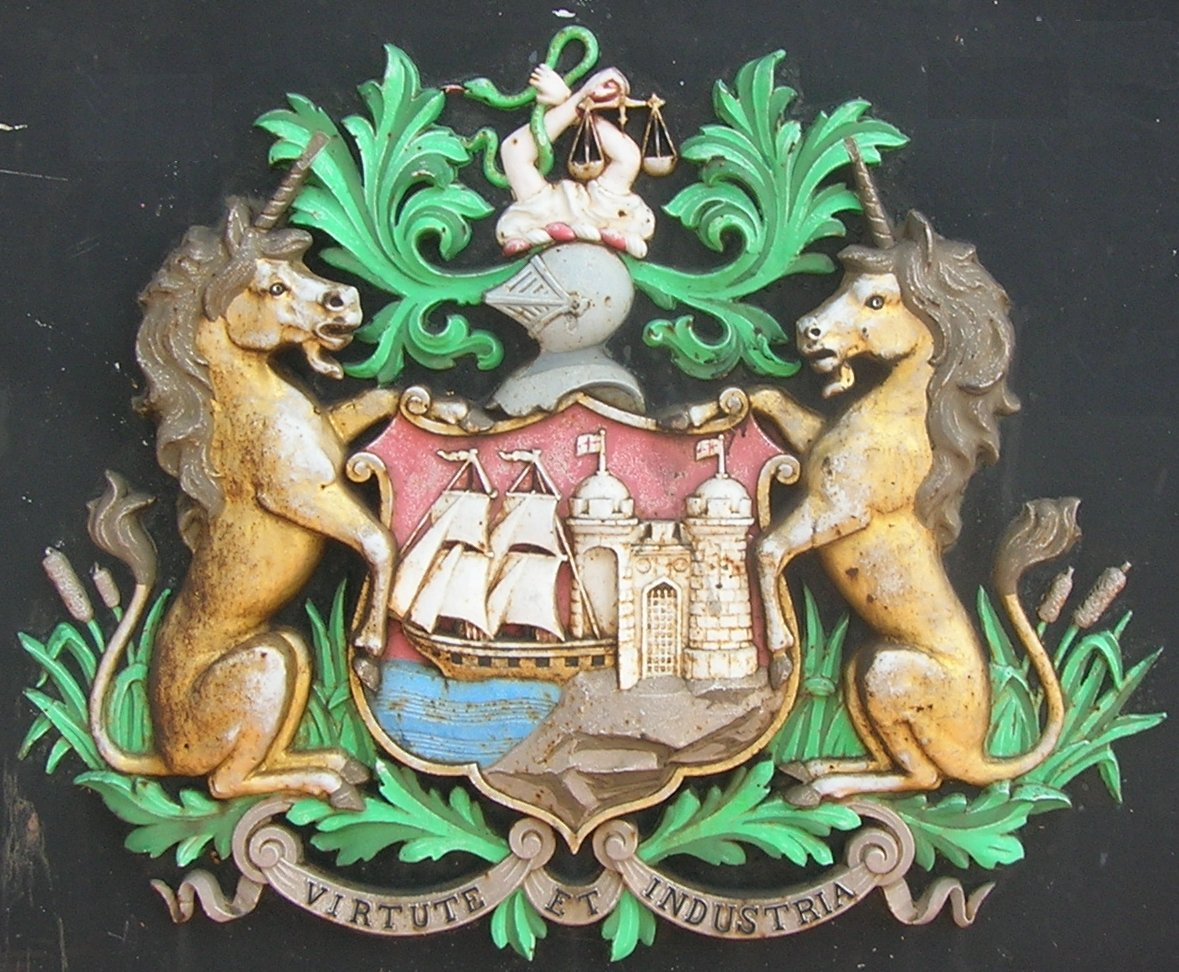
Armoiries de Bristol.

### Moyen Âge
L'existence de Brycgstow, en vieil anglais la place au pont, Bryste en gallois, est attestée au début du XIe siècle. Dès l'instauration du pouvoir normand, l'un des plus puissants châteaux du sud de l'Angleterre y est construit. Au XIIe siècle,  Bristol abrite un port important, la majorité du trafic commercial se faisant avec l'Irlande, mais aussi avec la France, en particulier entre la commanderie templière maritime et celle de La Rochelle.
En 1247, un nouveau pont y est construit puis la ville s'étend par l'incorporation des faubourgs, avec pour résultat la constitution d'un comté à elle seule en 1373. Pendant cette période, Bristol devient un centre de construction navale et le siège de manufactures.
Au XIVe siècle, Bristol devient au regard de la population la troisième ville d'Angleterre (après Londres et York), avec peut-être de 15 000 à 20 000 habitants à la veille de la peste noire de 1348-49[réf. nécessaire]. La population se situe aux alentours de 10 000 à 12 000 âmes aux XVe et XVIe siècles.
En 1339, au début de la guerre de Cent Ans, la ville est prise et dévastée par une attaque de la marine française.
En 1484, le corsaire breton Jean Coatanlem mène une expédition contre la ville de Bristol pour venger une attaque anglaise contre Roscoff, quatre ans auparavant.
En 1497, Jean Cabot quitte le port de la ville pour un voyage d'exploration en Amérique du Nord.

### Époque moderne
En 1542, Bristol est élevée au rang de cité, l'ancienne abbaye de Saint Augustin devenant alors la cathédrale de Bristol.
Pendant la guerre civile anglaise (1643-45), la ville a souffert de l'occupation royaliste mais aussi d'épidémies.

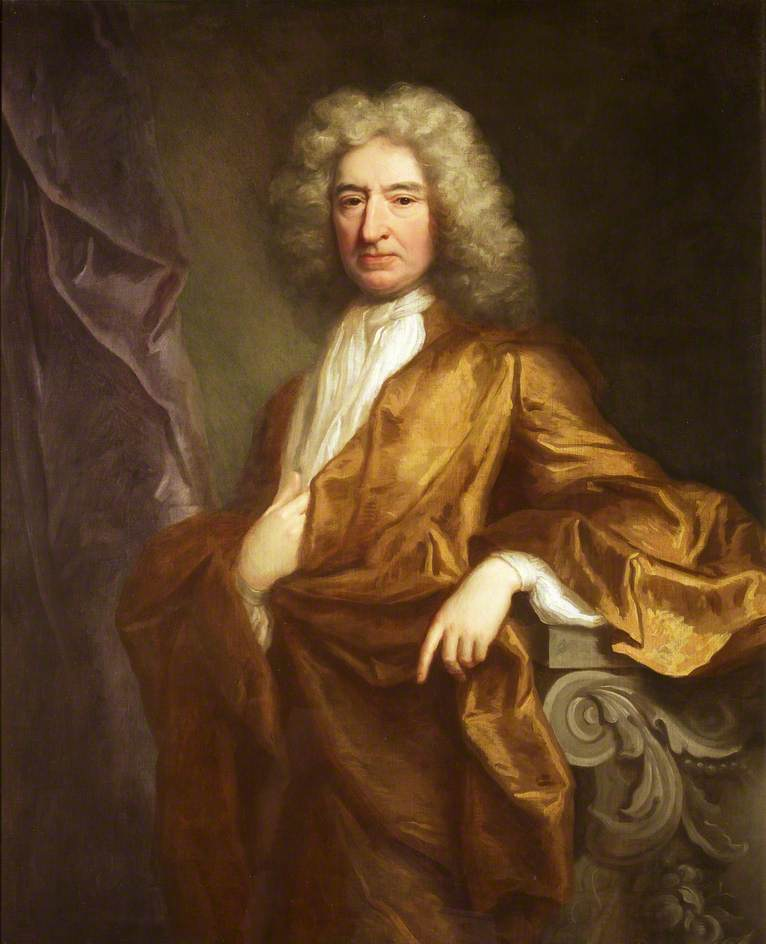
Edward Colston (1636-1721), important négociant et armateur négrier du XVIIIe siècle.

La prospérité de Bristol s'accroit au XVIIe siècle avec le développement des colonies britanniques d'Amérique du Nord et l'expansion rapide du commerce maritime, en particulier celui des esclaves. Avec 2 064 expéditions de traite organisées, Bristol est le troisième plus gros port négrier d'Europe, derrière Liverpool et Londres. 

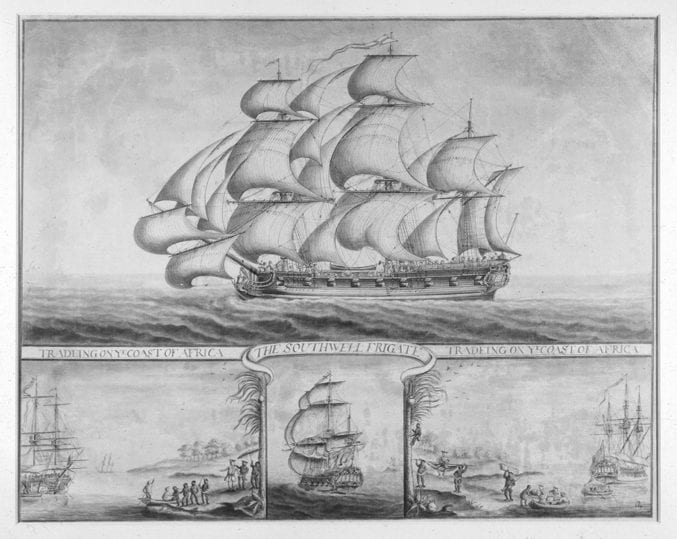
La frégate Southwell, navire négrier de Bristol. Elle effectua deux voyages de traite, en 1746 et 1748. Lors du premier voyage, elle livre 629 esclaves africains à la colonie de Jamaïque, lors du second 284 à celle de Virginie.

À partir de 1760, Bristol se voit concurrencée par Liverpool, nouveau centre de production, notamment de textile. Puis les soubresauts de la guerre avec la France de Napoléon (notamment le blocus continental) et l'abolition de la traite des esclaves en 1807 freinent le développement de son activité portuaire. Siège d'importantes marées qui a rendu le port très sûr au Moyen Âge, le long défilé (Gorge) de l'Avon vers son estuaire, est devenu un handicap.
Le peintre paysagiste William Turner réalisa dans ses débuts, en 1791, une aquarelle, L'Avon près du mur de Wallis qui fait partie d'une série de Bristol et Malmesbury, conservée à la Tate Britain à Londres.
La construction d'un nouveau port flottant (conçu par Guillaume Jessop) ne parvient pourtant pas à enrayer ce déclin, alors que la population (comptant 66 000 habitants en 1801) quintuple au cours du XIXe siècle, avec l'arrivée de nouvelles industries et le constant développement du commerce. À cette période de renouveau économique peut être associé le nom de l'ingénieur principal Isambard Kingdom Brunel, constructeur du grand chemin de fer de l'ouest, de navires à vapeur et du pont suspendu de Clifton.

### Époque contemporaine
En 1831, des émeutes de protestation contre le refus de la réforme électorale provoquent l'incendie et la destruction d'une partie de la ville. Le peintre William James Müller, de l'école de Bristol peint la ville en flammes.
En 1834, un an après l'abolition de l'esclavage par les Royaume-Uni, les habitants de Bristol propriétaires de plantations ont reçu plus de 500 000 £ afin de compenser la « perte » de leurs esclaves. Cette somme, qui représente en 2024 l'équivalent de plus de 2 milliards de livres sterling, a contribué à l'essor industriel et économique de la ville.
Au cours de la Seconde Guerre mondiale, le centre ville subit de nombreux bombardements dont quelques séquelles sont  toujours visibles aujourd'hui.
Au XXe siècle, la construction aéronautique prend une place importante dans l'industrie locale, avec notamment le programme d'avion supersonique franco-britannique Concorde, programme pour lequel les très grands hangars construits pour le Bristol Brabazon sont utilisés.
La destruction des docks d'Avonmouth, 12 km en aval du centre-ville, a permis de soulager l'engorgement de Bristol en jugulant la congestion urbaine (trafic routier et poussée foncière caractéristiques des villes occidentales modernes).

## Politique et administration

### Administration municipale

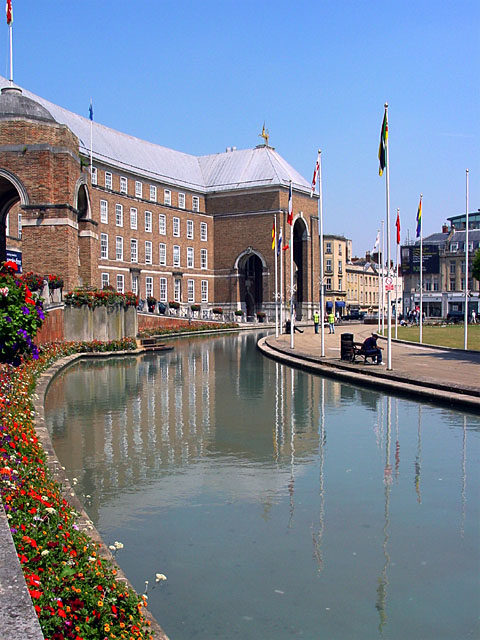
L'hôtel de ville de Bristol.

La cité de Bristol est un comté cérémoniel dirigé par une autorité unitaire, le Conseil de la cité de Bristol, composé de 70 membres élus au suffrage universel pour quatre ans. Tous les ans, il désigne parmi ses membres un Lord-maire, aux pouvoirs honorifiques.
Depuis 2012, un maire (à ne pas confondre avec le Lord-maire) est élu directement par les citoyens pour un mandat de quatre ans.
Bristol est divisée en trente-cinq wards.

### Liste des maires
| Période       | Période  | Identité        | Étiquette    | Qualité |
| ------------- | -------- | --------------- | ------------ | ------- |
| novembre 2012 | mai 2016 | George Ferguson | Indépendant  |         |
| mai 2016      | En cours | Marvin Rees     | Travailliste |         |

### Politique environnementale
Le 14 juin 2013, Bristol devient la capitale verte de l'Europe 2015. Ce prix récompense les efforts de la ville en matière de développement durable, et notamment dans le cas présent de politique de renouvellement urbain, de transports et d'efficacité énergétique.

### Jumelages
- Bordeaux (France) depuis 1947
- Hanovre (Allemagne) depuis 1947
- Porto (Portugal) depuis 1984
- Tbilissi (Géorgie) depuis 1988
- Puerto Morazán (Nicaragua) depuis 1989
- Beira (Mozambique) depuis 1990
- Canton (Chine) depuis 2001

## Population et société

### Enseignement
Bristol possède deux importantes universités : 
- l'université de Bristol, une des plus cotées du pays selon le classement de Shanghai, elle compte plus de 23 000 étudiants ;
- l'université de l'Ouest de l'Angleterre regroupe près de 30 000 étudiants.

### Sports

#### Football
La ville de Bristol compte deux clubs professionnels de foot :
- Bristol City, évoluant dans le championnat d'Angleterre de football D2.
- Bristol Rovers, évoluant dans le championnat d'Angleterre de football D3

Les deux clubs n'ont jamais réussi à percer au niveau national. Seul Bristol City a réussi à décrocher une place de vice-champion d'Angleterre en 1907 et une place de finaliste de la Coupe d'Angleterre en 1909. Les deux clubs évoluent actuellement[Quand ?] dans les divisions inférieures du championnat anglais.
Au cours de sa carrière, Marcus Stewart a porté le maillot des deux clubs.

#### Rugby
Bristol compte également un club professionnel de rugby à XV, Bristol Rugby, vainqueur de la Coupe d'Angleterre en 1983 et actuellement[Quand ?] en division 1.
Jusqu'à la fin du XXe siècle, comme pour les Leicester Tigers de Leicester, les maillots des quinze joueurs de l'équipe de rugby de Bristol ne portaient pas des numéros mais des lettres (de A à O) depuis le poste d'arrière jusqu'à la première ligne.

#### Autres sports
Comme partout en Angleterre, la ville compte un club professionnel de cricket, le Gloucestershire CCC.

## Économie
La ville dispose de sa propre monnaie locale, la livre de Bristol. Le maire de la ville a décidé que la totalité de sa rémunération lui serait versée en cette monnaie.

### Aéronautique
Les très grands hangars construits pour le Bristol Brabazon servent désormais à la préservation et l'exposition d'un exemplaire du Concorde après la fin de l'exploitation de ce type de supersoniques, comme au musée de l'Air et de l'Espace du Bourget, en France.
Une autre société emblématique de Bristol est Cameron important constructeur d'aérostats à air chaud (montgolfières) ou à gaz, commercialisés dans le monde entier.

## Culture locale et patrimoine

### Arts et culture
Bristol est le berceau du trip hop, avec Tricky ainsi que les groupes Portishead et Massive Attack.
C'est également de cette ville que le street-artist Banksy est originaire, où il a fait ses premières œuvres dans la rue.
L'été est assez animé avec de nombreux festivals en tous genres, comme le  festival de musique d'Ashton Court qui attire plusieurs centaines de milliers de personnes sur le site durant un week-end au mois de juillet, ou en juillet encore, au centre-ville, le Bristol Harbour Festival,  destiné à un grand nombre de spectateurs et proposant une programmation variée de musique, des attractions diverses, des courses de bateaux, des exhibitions de grands voiliers, un marché français.
Enfin, pour clore l'été, le dernier grand festival a lieu, la Balloon Fiesta de Bristol, un festival de montgolfières qui attire 500 000 personnes tous les ans sur le site d'Ashton Court. Le programme propose des décollages de montgolfières, une fête foraine et le clou du spectacle, le night glow consistant en une illumination des montgolfières en pleine nuit, en rythme avec de la musique et un feu d'artifice.

## Entreprises
Le studio Aardman Animation, derrière Wallace et Gromit et Shaun le mouton mais aussi le film Chicken Run, et dont l'essentiel de leur travail est la technique du stop motion de par l'animation de pâte à modeler, est basé à Bristol.

### Personnalités liées à la ville

#### Natifs de Bristol
- Lisa Backwell (née en 1990), actrice.
- Mike Bailey (né en 1988), acteur.
- Cathy Bakewell (née en 1949), femme politique.
- Barbe Noire (1680-1718), pirate.
- Elizabeth Blackwell (1821-1910), médecin et féministe.
- Richard Bright (1789-1858), médecin
- Thomas Chatterton (1752-1770), poète.
- William Chatterton Dix (1837-1898), poète.
- Ben Collins (né en 1975), pilote automobile.
- Emily Crawford (1841-1915), journaliste.
- Sara Dallin (née en 1961), chanteuse du groupe Bananarama.
- Paul Dirac (1902-1984), physicien et mathématicien.
- Shon Faye (née en 1988), écrivaine et journaliste.
- Florrie (née en 1988), chanteuse et auteur-compositrice, batteuse et mannequin britannique.
- Christopher Fry (1907-2005), dramaturge.
- Andrew Gifford (1700-1784), bibliothécaire et numismate.
- Cary Grant (1904-1986), acteur, né Archibald Alexander Leach dans le quartier d'Horfield.
- Mitch Hewer (né en 1989), acteur.
- Nik Kershaw (né en 1958), chanteur.
- Gwilym Lee (né en 1983), acteur.
- Robert Lucas de Pearsall (1795-1856), compositeur.
- Gary Mabbutt (né en 1961), ancien footballeur.
- James May (né en 1963), journaliste et animateur de télévision.
- Tuppence Middleton (né en 1987), actrice.
- Hannah Murray (née en 1989), actrice.
- George Müller (né en 1805), évangéliste chrétien.
- Lando Norris (né en 1999), pilote automobile.
- Darren Peacock (né en 1968), footballeur.
- April Pearson (née en 1989), actrice.
- Dominique Provost-Chalkley (née en 1990), actrice.
- Kate Shortman (née en 2001), nageuse synchronisée.
- Marcus Stewart (né en 1972), footballeur.
- Nigel Terry (1945-2015), acteur.
- Tricky (né en 1968), musicien.
- Judd Trump (né en 1989), joueur de snooker.
- Samuel Wesley (1766-1837), organiste et compositeur.
- Maisie Williams (née en 1997), actrice.
- Robert Wyatt (né en 1945), musicien.

### Télévision
La série dramatique anglaise Skins est intégralement tournée et située à Bristol ainsi que la mini série Thirteen.
L'émission Deal or no deal (l'équivalent d'À prendre ou à laisser) y est aussi filmée.